# Kasseler Kunstpreis
Der Kasseler Kunstpreis ist ein regionaler Förderpreis der Stadt Kassel.
Der Kunstpreis wird seit 1992 jährlich von der Dr. Wolfgang Zippel-Stiftung an junge Künstler bis zum Alter von 30 Jahren verliehen, die meistens im nordhessischen Raum ansässig sind oder dort geboren wurden und gliedert sich in die Bereiche Bildende Kunst und Musik. Die Stiftung „Kasseler Kunstpreis Dr. Wolfgang Zippel-Stiftung“ wurde 1991 gegründet. Vorstand ist der Magistrat der Stadt Kassel, dem ein Stiftungsrat zur Seite steht. Der Preis ist mit 10.000 Euro, bzw. bei gleichzeitiger Verleihung in beiden Sparten, mit jeweils 7.500 Euro dotiert.
Seit 2020 kann die Dr. Wolfgang Zippel-Stiftung durch ein Vermächtnis von Doris Krininger ihr Wirken weiter entfalten und ausbauen. Bis zu ihrem Tod 2018 war Doris Krininger langjähriges Mitglied des Stiftungsrats. Um Kasseler Künstler primär ab 35 Jahre zu fördern, vermachte sie der Stiftung einen Teil ihres Nachlasses.

## Preisträger Bildende Kunst
- 1992 Astrid Schneider
- 1993 Klasse Dorothee von Windheim
- 1994 Natalie Ital
- 1996 Ute Lindner (Künstlerin)
- 1997 Monika Götz
- 1998 Angela Hiß
- 1999 Christiane Hause
- 2000 candela2 / Jens Nedowlatschil
- 2001 Marion Garz
- 2002 Katrin Leitner
- 2003 Nils Klinger
- 2004 Jenny Michel
- 2005 Käthe Schönle
- 2006 Günter Stangelmayer
- 2007 Eva-Maria Grüneberg
- 2008 Charlotte Mumm
- 2009 Nicole Jana
- 2010 Anna Holzhauer
- 2011 Daniela Witzel
- 2012 Johannes von Stenglin
- 2013 Ann Schomburg
- 2014 Angela Ender
- 2015 Robert Sturmhoevel
- 2016 Nicolas Wefers
- 2018 Olga Holzschuh
- 2019 Künstlerduo Hase & Zinser
- 2020 Hannah Meisinger
- 2021 Martha Frieda Friedel
- 2022 Hilke Heithecker
- 2023 Malin Kuht

## Preisträger Musik
- 1992 Carola Nasdala
- 1994 Martin Baum
- 1995 Matthias Pintscher
- 1996 Ulf Schneider
- 1997 Gertrud Tröster
- 1998 Olaf Pyras
- 1999 Felix Elsner
- 2001 Jörg Pfeil
- 2002 Stephan Emig
- 2003 Daniel Carlberg
- 2005 Michael Kravtchin
- 2005 Ji-Youn Song
- 2006 Daniel Geiss
- 2007 Diego Feinstein und Kompositionsklasse
- 2008 Noah Vinzens
- 2009 Blue Break
- 2010 Nicole Jukic
- 2011 Thomas Höhl
- 2012 Joern and The Michaels
- 2014 Pia-Maria Sauer
- 2015 MarKuz Walach
- 2018 Janek Vogler
- 2019 Level Eleven
- 2021 Sebastian Jurchen
- 2022 Robin‐Vanessa Damm

## Preisträger Intermediale Kunst
- 2020 Jan Grebenstein
- 2023 Cat Woywod

## Preisträger Doris Krininger Preis
- 2020 Helena Schätzle
- 2022 Sabine Stange